# Saint-Jean-le-Comtal
 Saint-Jean-le-Comtal  (en occitano, Sent Joan lo Comdau) es una población y comuna francesa, ubicada en la región de Mediodía-Pirineos, departamento de Gers, en el distrito de Auch y cantón de Auch-Sud-Ouest.

## Demografía
| 309 | 331 | 286 | 333 | 318 | 348 |
| Para los censos de 1962 a 1999 la población legal corresponde a la población sin duplicidades (Fuente: INSEE [Consultar]) |     |     |     |     |     |